# Dendrochilum anomalum
Dendrochilum anomalum är en orkidéart som beskrevs av Cedric Errol Carr. Dendrochilum anomalum ingår i släktet Dendrochilum och familjen orkidéer. Inga underarter finns listade i Catalogue of Life.